# Qualificazioni al campionato europeo maschile under 21 di calcio 2021 - Gruppo 4

## Classifica
| Squadra    | P.ti | G  | V | N | P  | F  | S  | DR  |
| ---------- | ---- | -- | - | - | -- | -- | -- | --- |
| Rep. Ceca  | 21   | 10 | 6 | 3 | 1  | 20 | 4  | +16 |
| Croazia    | 20   | 10 | 6 | 2 | 2  | 37 | 7  | +30 |
| Scozia     | 18   | 10 | 5 | 3 | 2  | 16 | 5  | +11 |
| Grecia     | 16   | 10 | 5 | 1 | 4  | 10 | 11 | -1  |
| Lituania   | 10   | 10 | 3 | 1 | 6  | 9  | 15 | -6  |
| San Marino | 0    | 10 | 0 | 0 | 10 | 0  | 50 | -50 |

## Risultati
| Arbitro: | Rahim Hasanov |

|  |           |                                     |
|  | Marcatori | 7’ Kloniūnas 29’ Dubickas 60’ Čyžas |

| Arbitro: | Dumitri Muntean |

|                                                  |           |  |
| Kampetsīs 26’, 68’ Paulidīs 29’, 37’ Vrousai 51’ | Marcatori |  |

| Arbitro: | Vitaliy Romanov |

|                               |           |  |
| Tosi 21’ (o.g.) Middleton 28’ | Marcatori |  |

| Arbitro: | Nicolas Laforge |

|                                |           |  |
| Vaníček 16’ Šašinka 68’ (pen.) | Marcatori |  |

| Arbitro: | Besfort Kasumi |

|                |           |  |
| Mpouzoukīs 80’ | Marcatori |  |

| Arbitro: | Michal Ocenáš |

|               |           |                   |
| Kulenović 10’ | Marcatori | 81’, 89’ McLennan |

| Arbitro: | Jørgen Burchardt |

|            |           |                         |
| Hložek 76’ | Marcatori | 45+2’ (pen.) Mpouzoukīs |

| Edimburgo 10 ottobre 2019 | Scozia            | 0 – 0 referto | Lituania | Tynecastle Stadium (1 084 spett.)\| Arbitro: \| Krzysztof Jakubik \| |
| Arbitro:                  | Krzysztof Jakubik |               |          |                                                                      |

| Uherské Hradiště 14 ottobre 2019 | Rep. Ceca     | 0 – 0 referto | Scozia | Městský stadion (5 187 spett.)\| Arbitro: \| Alain Durieux \| |
| Arbitro:                         | Alain Durieux |               |        |                                                               |

| Arbitro: | Kaarlo Oskari Hämäläinen |

|  |           |                                                                    |
|  | Marcatori | Kulenović 6’, 24’, 45+2’ Ivanušec 26’, 57’ Bistrović 42’ Soldo 75’ |

| Arbitro: | Kristoffer Hagenes |

|                  |           |                                       |
| Antanavičius 60’ | Marcatori | 9’ Ivanušec 73’ Posavec 89’ Bistrović |

| Arbitro: | Helgi Mikael Jónasson |

|                                                  |           |  |
| Hložek 11’, 69’ Janošek 15’, 82’ Krejčí 38’, 67’ | Marcatori |  |

| Arbitro: | Bojan Pandžić |

|  |           |                       |
|  | Marcatori | 90+1’ (pen.) Nikolaou |

| Arbitro: | Espen Eskås |

|              |           |                      |
| Ivanušec 30’ | Marcatori | 39’ Krejčí 72’ Bucha |

| Arbitro: | Amine Kourgheli |

|  |           |                                                    |
|  | Marcatori | 20’, 28’ Drchal 65’, 77’ Krejčí 78’ Holík 85’ Šulc |

| Arbitro: | Marco Di Bello |

|                                     |           |  |
| Moro 2’ Majer 6’, 25’ Musa 15’, 53’ | Marcatori |  |

| Arbitro: | Jason Lee Barcelo |

|  |           |                   |
|  | Marcatori | 25’ Emmanouīlidīs |

| České Budějovice 7 settembre 2020 | Rep. Ceca       | 0 – 0 referto | Croazia | Stadion Střelecký ostrov (0 spett.)\| Arbitro: \| Ivaylo Stoyanov \| |
| Arbitro:                          | Ivaylo Stoyanov |               |         |                                                                      |

| Arbitro: | Juri Frischer |

|  |           |              |
|  | Marcatori | 82’ Campbell |

| Arbitro: | Kateryna Monzul' |

|                          |           |  |
| Čyžas 17’ Mėgelaitis 66’ | Marcatori |  |

| Arbitro: | Ivar Orri Kristjansson |

| |           |  |
| Kulenović 2’ Majer 23’ Špikić 34’ Ivanušec 40’, 44’, 73’ Nejašmić 52’, 56’ Vizinger 78’ Gvardiol 81’ | Marcatori |  |

| Arbitro: | Guillermo Cuadra Fernandez |

|                         |           |  |
| Hornby 25’ McCrorie 82’ | Marcatori |  |

| Arbitro: | José Luis Munuera Montero |

|  |           |           |
|  | Marcatori | 27’ Majer |

| Arbitro: | Luis Teixeira |

|  |           |                                                                             |
|  | Marcatori | 20’ (pen.), 50’, 51’ Hornby 39’ Turnbull 43’ Maguire 70’ McLennan 75’ Ashby |

| Arbitro: | Morten Krogh |

|  |           |             |
|  | Marcatori | 22’ Šašinka |

| Arbitro: | Michael Fabbri |

|                            |           |                        |
| Middleton 54’ McLennan 70’ | Marcatori | 20’ Moro 25’ Bistrović |

| Arbitro: | Dzmitry Dzmitryieu |

|                                          |           |  |
| Petkevičius 31’ Banevičius 55’ Uzėla 77’ | Marcatori |  |

| Arbitro: | Adrien Jaccottet |

|  |           |                               |
|  | Marcatori | 68’ (pen.) Bucha 90+1’ Drchal |

| Arbitro: | Ian McNabb |

|                                                              |           |  |
| Špikić 13’ Musa 29’, 66’ Šverko 36’ Šutalo 57’ Moro 70’, 76’ | Marcatori |  |

| Arbitro: | Benoît Millot |

|                   |           |  |
| Christopoulos 27’ | Marcatori |  |